# Dumitru Berbece
Dumitru Berbece (Dămienești, 2 de janeiro de 1961) é um ex-handebolista profissional, medalhista olímpico.

## Títulos
- Jogos Olímpicos:
  - Bronze: 1984